# Батырбаев, Махамбет Дамешович
Махамбет Дамешович Батырбаев (24 января 1943; Гурьев, Казахская ССР, СССР) — советский и казахский инженер — геолог. Лауреат Государственной премии Казахской ССР (1984). Лауреат Премии имени академика им.Губкина. Заслуженный работник промышленности Республики Казахстан. кандидат технических наук. 

## Биография
Махамбет Дамешович Батырбаев родился 24 января 1943 года в г. Гурьев.
В 1963 году Окончил Гурьевский нефтяной техникум. Затем Всесоюзный заочный политехнический институт (1972). Горный инженер-геолог.
В 1962 по 1963 годы рабочий Магышлакской геофезической партии.
В 1963 по 1966 годы служба в Армии.
В 1966 по 1968 годы инженер промыслово-геофизической партии.
В 1968 по 1978 годы заведующий лабораторией по пректироанию и разработке нефтяных и газовых месторождений института КазНИПИнефть.
В 1978 по 1991 годы главный геолог, начальник нефтегазодобывающего управления «Узеньнефть».
В 1991 по 1992 годы начальник производственно-технического отдела, заместитель главного инженера ПО «Мангышлакнефть».
В 1992 по 1994 годы генеральный директор ПО «Тенгизнефть».
В 1994 по 1995 годы первый вице-президент ГХК «Мунайгаз».
С 1997 года президент АО «Эмбамунайгаз».
Имеет большой опыт работы в нефтегазовой сфере - работал на различных должностях в "КазНИПИнефть", "Узеньнефть", ПО "Мангышлакнефть", ПО "Тенгизнефтегаз", ГХК "Мунайгаз".

## Награды и звания
- Лауреат Государственной премии Казахской ССР (1984)
- Лауреат Премии имени академика им.Губкина
- Заслуженный работник промышленности Республики Казахстан
- кандидат технических наук
- Орден «Знак Почёта»
- Орден Курмет
- Медаль «Астана»
- Медали.
- Почётный гражданин города Атырау, города Жанаозен Жылыойского и Кызылкогинского районов Атырауской области.
- Почётный гражданин Атырауской области